# Rob Out
Robert Simon (Rob) Out, geboren als Simon Out (Amsterdam, 4 maart 1939 – Laren NH, 25 december 2003), was een Nederlandse diskjockey bij zeezender Radio Veronica en daarna (programma)directeur van diezelfde omroep. Een bekend programma van hem was Goud van Out. 

## Biografie
Rob Out werkte vanaf begin jaren zestig eerst als verkoper in een platenwinkel, werd hoofdredacteur van het blad Muziek Parade en begon als diskjockey bij de NCRV met het programma Op tienertoeren. In 1961 was hij enkele maanden "Bob" van het duo Bob en Brenda dat een programma presenteerde bij Veronica. In 1965 greep hij de kans om echt bij Veronica te beginnen, dat toentertijd nog als piratenstation vanaf zee opereerde. Hij had bij de NCRV steeds problemen met de technicus: "Ik schreeuwde nogal hard, waardoor de meters altijd in het rood stonden." Bij Veronica kon hij zo veel lawaai maken als hij zelf wilde.
In 1970, na het gedwongen vertrek van Jan van Veen, mocht Out zich programmaleider noemen. Nadat in Nederland in 1974 het Verdrag van Straatsburg was geratificeerd, moest Radio Veronica de uitzendingen vanaf zee staken. Op 31 augustus 1974 sprak Out vanaf het schip van de piratenomroep Veronica de laatste woorden uit: "Bij het afscheid nemen van Veronica sterft ook de democratie een beetje. Dat spijt mij. Voor Nederland." Zes weken later was hij alweer te zien bij de TROS, maar het tv-programma Ons kent Ons werd spoedig wegens gebrek aan succes stopgezet.
Onder leiding van Out, die intussen door een netwerk van bv's behoorlijk wat geld had verdiend, keerde op 1 januari 1976 Veronica terug, ditmaal als aspirant-omroep in het publieke bestel.
Toen Veronica een officiële omroep werd met radio- en televisieprogramma's werd hij directeur van de Veronica Omroep Organisatie. Out wist van Veronica de grootste omroep te maken, met meer dan een miljoen leden. Hij stond dan ook te boek als Mr. Veronica. Aantijgingen over een snel en wild leven met veel drank, drugs en vrouwen op de Gooise matras ontkende hij ten stelligste: "Mensen die me kennen weten dat het larie is. Niemand heeft het ooit hard kunnen maken." Wel liet hij ooit in een interview optekenen: "Oud met een d word ik niet waarschijnlijk, gezien de grote hoeveelheid koffie en sigaretten die ik consumeer, en de geringe hoeveelheid slaap die ik geniet." Keerzijde van zijn impulsieve en enthousiaste persoonlijkheid was, dat hij zich ontpopte als een tiranniek leider; hij hield alle touwtjes strak in handen en duldde geen tegenspraak. In het op 28 augustus 1976 door de Haagse Post gepubliceerde artikel 'Veronica: het schrikbewind van Rob Out' schrijft journalist Michiel Berkel dat Out een personeelslid, dat zojuist 36 uur achtereen in touw was geweest, op staande voet ontsloeg omdat ze geen pakje sigaretten voor hem wilde halen. Ook bekende namen als Henk Terlingen en John de Mol moesten het veld ruimen. Schertsend werd zijn organisatie de Veronica Ontslag Organisatie genoemd. Out erkende dat hij fouten heeft gemaakt en verweerde zich met de woorden: "Ik ben té creatief om als een simpele manager achter mijn bureau te zitten. In mijn enthousiasme vergeet ik weleens de mensen die daar onmiddellijk bij betrokken zijn in te schakelen. Dan voelen ze zich soms overruled."
Out bedacht de slogan "Je bent jong en je wilt wat". Zijn kracht werd gezien in het feit dat hij snel beslissingen kon nemen over de aankoop van programma's en gewaagde concepten als de PinUp Club niet schuwde.
Gaandeweg trok hij zich terug uit de organisatie, al gaf hij later aan spijt te hebben gehad van die keuze, omdat het na zijn vertrek slecht ging met Veronica.
Out leidde de laatste jaren van zijn leven een teruggetrokken bestaan. Hij overleed in 2003 op 64-jarige leeftijd na een lang ziekbed. Zijn weduwe Marion Out-De Jager overleed onverwachts in 2010 op 63-jarige leeftijd in haar woonplaats Laren. Hun dochter Birgit overleed in 2012 op 45-jarige leeftijd aan de gevolgen van kanker. Outs kleinzoon Benjamin Buit werd in 2023 bekend met het YouTubekanaal Benderbij.
Op 31 augustus 2019, precies 45 jaar nadat zeezender Radio Veronica zijn uitzendingen moest staken, bracht Bert van der Veer de Rob Out-biografie MISTER VERONICA uit. Op 16 oktober 2019, exact 60 jaar na de oprichting van de Vrije Radio Omroep Nederland, maakte regisseur Steven de Jong bekend de filmrechten van uitgeverij Tens Media te hebben gekocht om een film over de oprichter van Veronica te maken.

## Muzikale carrière

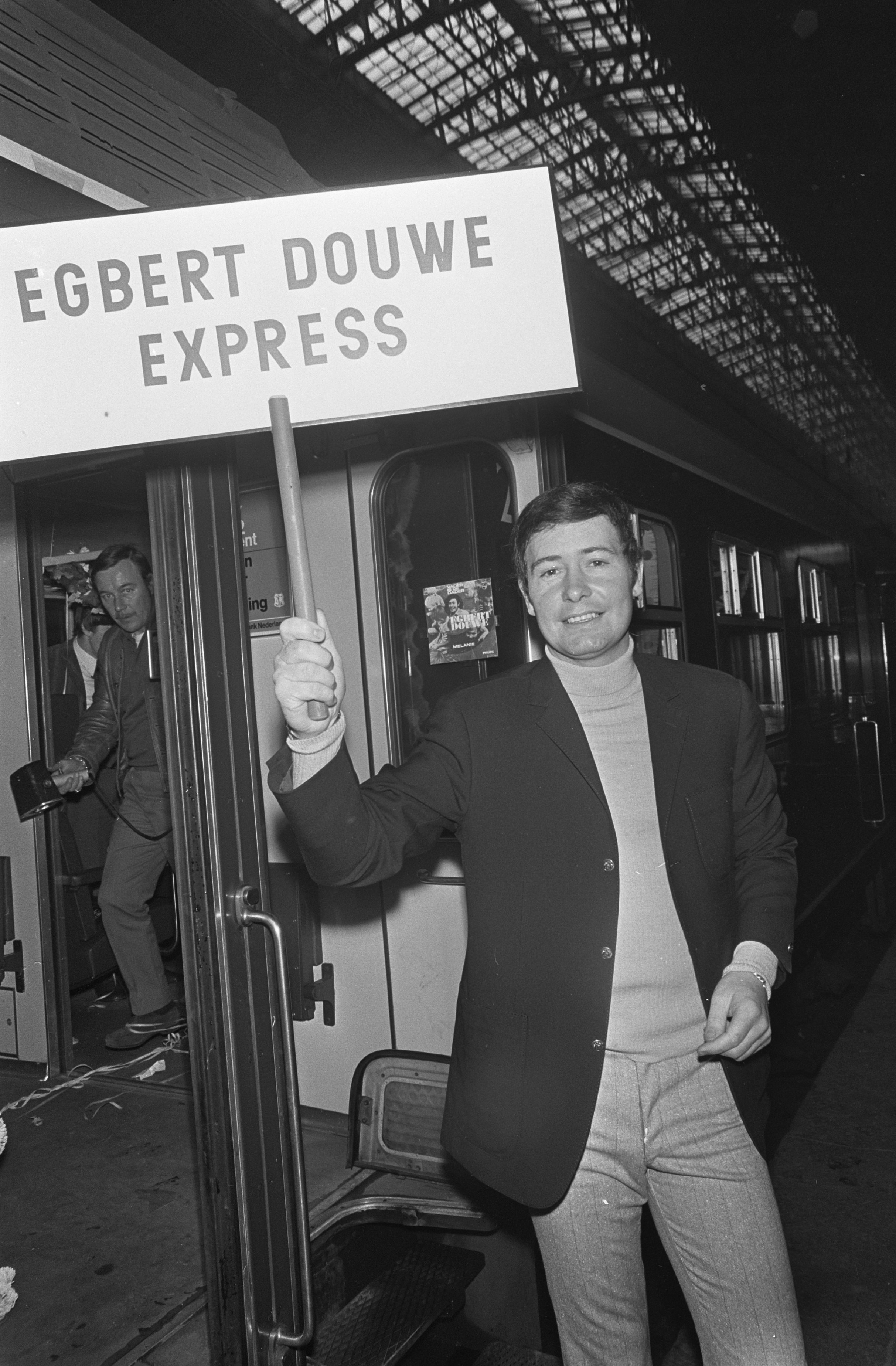
Egbert Douwe op weg naar Brussel

Onder de artiestennaam Egbert Douwe bracht Out in maart 1968 een muzieksingle op de markt met de titel Kom uit de bedstee mijn liefste, samen met Peter Koelewijn. Het is een parodie op Come to my bedside van Eric Andersen. Hij haalde hiermee de eerste plaats in de Nederlandse Top 40. In november 1968 had hij nog een bescheiden hitje met Vader is de dader. Deze single werd opgenomen met het kinderkoor De Ockenburgertjes.
Hij werkte in 1969 mee aan het gelegenheidstrio Los Piratos (Lex Harding, Out en Jan van Veen) dat een alarmschijf en een minihit scoorde met Wij zijn piraten, een cover van het nummer Na na na hey hey kiss him goodbye van Steam. De song verscheen nogmaals op single in 1971, toen ingezongen door Peter Koelewijn en geheten Na na na hey hey van Tribune en nogmaals uitgebracht als Whoopy whistle van Los Piros.
In 1974 maakte hij met dochter Birgit onder de naam Rob & Birgit een single Papa wat gebeurt er, geproduceerd door Frank Jansen (Bovema) en geschreven door Dimitri van Toren, die de Tipparade haalde.

### NPO Radio 2 Top 2000
| Nummer met noteringen in de NPO Radio 2 Top 2000 | '00  | '01 | '02  | '03-'06 | '07  |
| ------------------------------------------------ | ---- | --- | ---- | ------- | ---- |
| Kom uit de bedstee mijn liefste                  | 1675 | -   | 1858 | -       | 1477 |

1. ↑  Een '-' betekent dat het nummer niet was genoteerd en een vetgedrukt getal geeft de hoogste notering aan.
2. ↑  2000 was het eerste jaar met een notering voor dit nummer.
3. ↑  Deze tabel is bijgewerkt tot en met de meest recente editie (2024).

## Lp-uitgaven
In 1971 werd een elpee uitgebracht: Goud van Out (Columbia Records). Samenstelling Rob Out en Adje Bouman. De opbrengsten gingen naar Stichting Eemeroord (een instelling voor mensen met een verstandelijke beperking, in Baarn). Het album behaalde de hoogste hitnotering: datum van binnenkomst: 18 december 1971; hoogste notering: 1; aantal weken: 10.
1972: Goud van Out Deel 2 (Columbia Records). Een vervolg op het album uit 1971, ook weer samengesteld door Rob Out en Adje Bouman. De opbrengsten gingen andermaal naar de Stichting Eemeroord. Ook weer een hitnotering, nu wat lager: datum van binnenkomst: 1 april 1972; hoogste notering: 8; aantal weken: 8. Naast deze en de bovenstaande elpee Goud Van Out werd er door EMI/Bovema later ook nog een elpee Goud Van Oud uitgebracht, terwijl Polydor het nog eens dunnetjes overdeed met Goud Van Oud, Volume 1, 2 en 3.
- International Standard Name Identifier: 0000 0001 3094 3673
- MusicBrainz: fc597325-687e-4f86-bfb5-ea78fd4a671b
- Nederlandse Thesaurus van Auteursnamen: 071472584
- Virtual International Authority File: 281514600